# Storie di Virginia
Le Storie di Virginia sono un dipinto a tempera su tavola (86x165 cm) di Sandro Botticelli, databile al 1498 circa e conservato nell'Accademia Carrara di Bergamo. La tavola fa coppia con le Storie di Lucrezia all'Isabella Stewart Gardner Museum di Boston.

## Storia
I due pannelli facevano parte di una delle "spalliere" documentate verso il 1500 in casa Vespucci a Firenze (oggi palazzo Incontri).

## Descrizione e stile
La scena ha come tema fondamentale l'onore violato, ispirato al racconto di Tito Livio: Virginia, dopo essere stata rapita da Marco Claudio (a sinistra), viene dichiarata schiava di Appio Claudio dai Decemviri (al centro). Il padre ed il marito della donna, però, dapprima chiedono clemenza, poi, per preservare l'onore della donna, la uccidono (a destra), il che innesca la rivolta dei Romani (al centro in primo piano). Si tratta di un tema di solito destinato a ambienti privati ad uso femminile, come le camere da letto.
La scena è ambientata in una grandiosa architettura, riccamente decorata come nella Calunnia (altra opera della fase tarda) e probabilmente adombra anche il tema politico della liceità della rivolta contro la dittatura, legato alla situazione fiorentina di quegli anni, con la cacciata di Piero il Fatuo e l'instaurarsi della Repubblica savonaroliana.